# باربرا بيري (لاعبة كرة طائرة)
باربرا بيري (بالإنجليزية: Barbara Perry)‏ (13 يونيو 1945 في الولايات المتحدة - ) هي لاعبة كرة طائرة الولايات المتحدة. شاركت في دورة الألعاب الأمريكية 1967 والألعاب الأولمبية الصيفية 1968.

## وصلات خارجية
- باربرا بيري على موقع أوليمبيديا (الإنجليزية)